# Meygal
El Maigal (en francès Meygal) és una regió natural de França, situada al Massís Central, al departament de l'Alt Loira. Forma el cor del Velay i el punt més alt és la Testavoira a 1436 metres.
En aquesta muntanya també hi ha una estació d'esquí de fons de 40 km de circuits, entre 1.200 i 1.450 metres d'altitud, que pertany al municipi de Queyrières.

## Geografia

### Situació
El massís del Meygal està situat a uns 20 km de Le Puy-en-Velay. Limita amb aquests accidents:
- Al nord hi ha els Monts del Forez
- Al sud i a l'est hi trobem el Massís del Mézenc i els monts del Vivarais.
- A l'oest tenim el Massís del Devès
- Al nord-est s'hi troba el Massís del Pilat